# Henri Schoofs
Henri Schoofs, né à Saint-Josse-ten-Noode le 3 février 1846 et mort à Ixelles en septembre 1899, est un homme politique belge. 
Il s’établit d'abord chaussée de Wavre à Auderghem comme forgeron, près de la rue qui porte maintenant son nom. 
Ensuite, il déménagea à l’actuelle place Félix Govaert no 3. 
Lors des élections de 1887, il fut élu sur la liste libérale et devint échevin. Son parti resta au pouvoir après les élections suivantes (1890), mais faute de suffisamment de voix de préférence, il perdit son mandat. 
Il quitta Auderghem pour se fixer à Ixelles, le 15 septembre 1895, où il mourut quatre ans plus tard.